# Nançois-sur-Ornain
Nançois-sur-Ornain ist eine französische Gemeinde mit 362 Einwohnern (Stand 1. Januar 2022) im Département Meuse in der Region Grand Est (bis 2015 Lothringen); sie gehört zum Arrondissement Bar-le-Duc und zum Gemeindeverband Bar-le-Duc Sud Meuse. Die Gemeinde gehörte bis 2015 zum Kanton Ligny-en-Barrois. Die Bewohner nennen sich Nançoisiens/Nançoisiennes.

## Geografie
Nançois-sur-Ornain liegt rund 12 Kilometer südöstlich der Stadt Bar-le-Duc im Süden des Départements Meuse. Der Ort liegt am Ornain. Weite Teile des Gemeindegebiets sind bewaldet (Bois de la Hoche und Bois de Nançois-le-Petit).
Nachbargemeinden sind Salmagne im Norden, Erneville-aux-Bois im Nordosten, Willeroncourt im Osten, Velaines im Süden sowie Tronville-en-Barrois im Westen und Nordwesten.

## Geschichte
Wie alle Gemeinden der Gegend litt die Gemeinde im Mittelalter unter Konflikten. Die schlimmsten Verwüstungen richteten der Hundertjährige Krieg und der Dreißigjährige Krieg an. Der Name der heutigen Gemeinde wurde im 7. Jahrhundert unter dem lateinischen Namen Nasitum in pago Ardornensi erstmals in einem Dokument erwähnt. Im Mittelalter gehörte die Gemeinde zur Barrois mouvant und war Teil der Champagne. Genauer zur Grafschaft Ligny in der Bailliage Bar. Nançois-sur-Ornain gehörte von 1793 bis 1801 zum District Bar-sur-Ornain (heute Bar-le-Duc). Von 1793 bis 2015 war sie Teil des Kantons Ligny-en-Barrois. Die Gemeinde ist seit 1801 dem Arrondissement Bar-sur-Ornain (heute Bar-le-Duc) zugeteilt. Bis 1935 trug die Gemeinde den Namen Nançois oder Nançois-le-Petit.

## Bevölkerungsentwicklung
Dank seiner Nähe zur Kleinstadt Bar-le-Duc und seiner guten Verkehrsanbindungen ist die Landflucht nicht so ausgeprägt wie in vielen kleinen Gemeinden Frankreichs. Die Einwohnerschaft schrumpfte dennoch vom Höchststand 1851 bis heute um 28,3 Prozent.
| Jahr                       | 1793 | 1851 | 1931 | 1946 | 1962 | 1968 | 1975 | 1982 | 1990 | 1999 | 2006 | 2011 | 2016 |
| Einwohner                  | 496  | 538  | 489  | 367  | 412  | 400  | 472  | 454  | 445  | 421  | 375  | 388  | 386  |
| Quellen: Cassini und INSEE |      |      |      |      |      |      |      |      |      |      |      |      |      |

## Sehenswürdigkeiten
- Dorfkirche Saint-Remi
- Statue der Schwarzen Madonna (Vierge noire); offiziell Notre-Dame-de-Châtillon
- Denkmal für die Gefallenen[2]
- mehrere Wegkreuze rund ums Dorf
- Waschhaus (Lavoir) am Flüsschen Malval

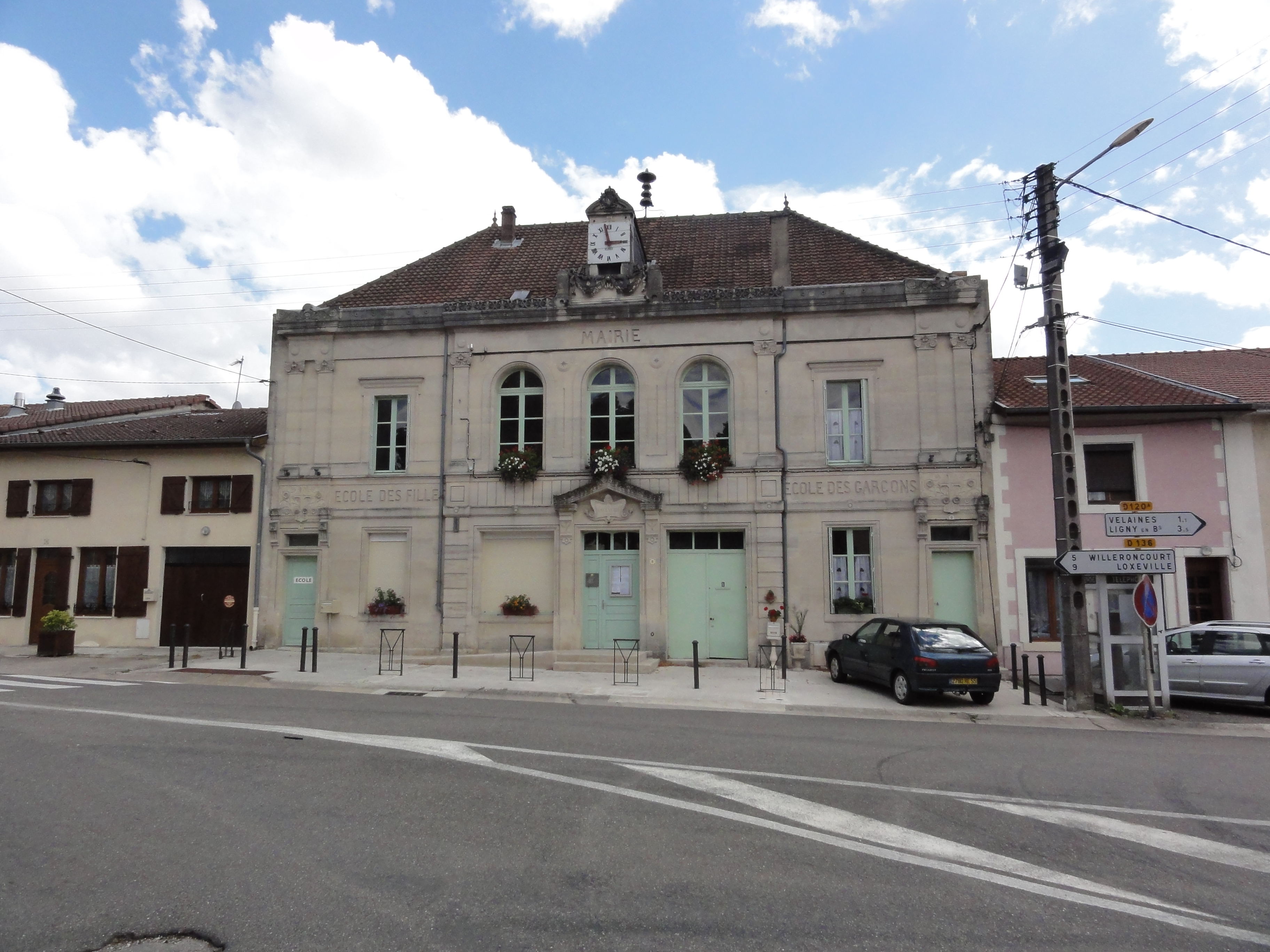
Rathaus (Mairie) von Nançois-sur-Ornain
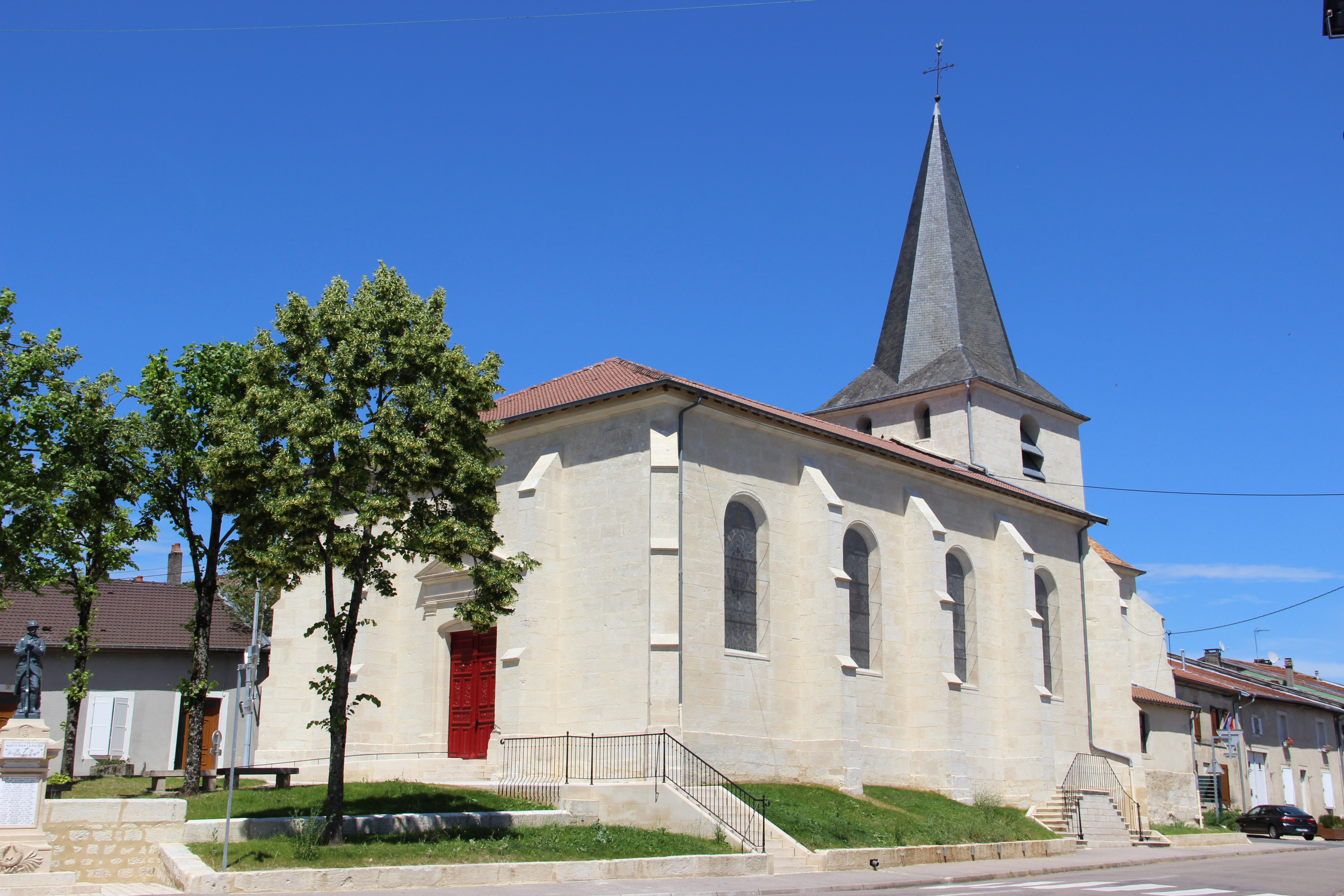
Dorfkirche Saint-Remi
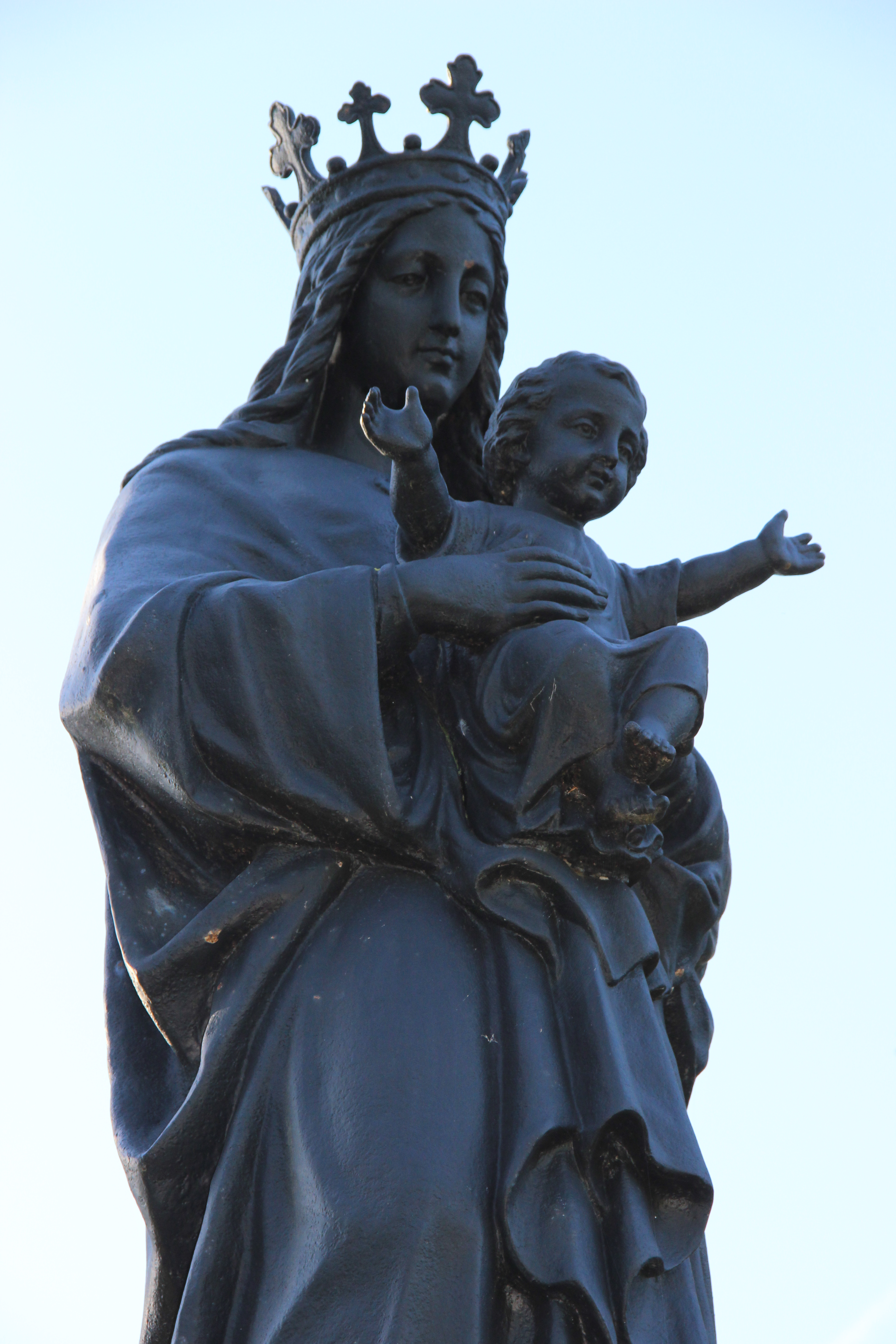
Statue der Schwarzen Madonna
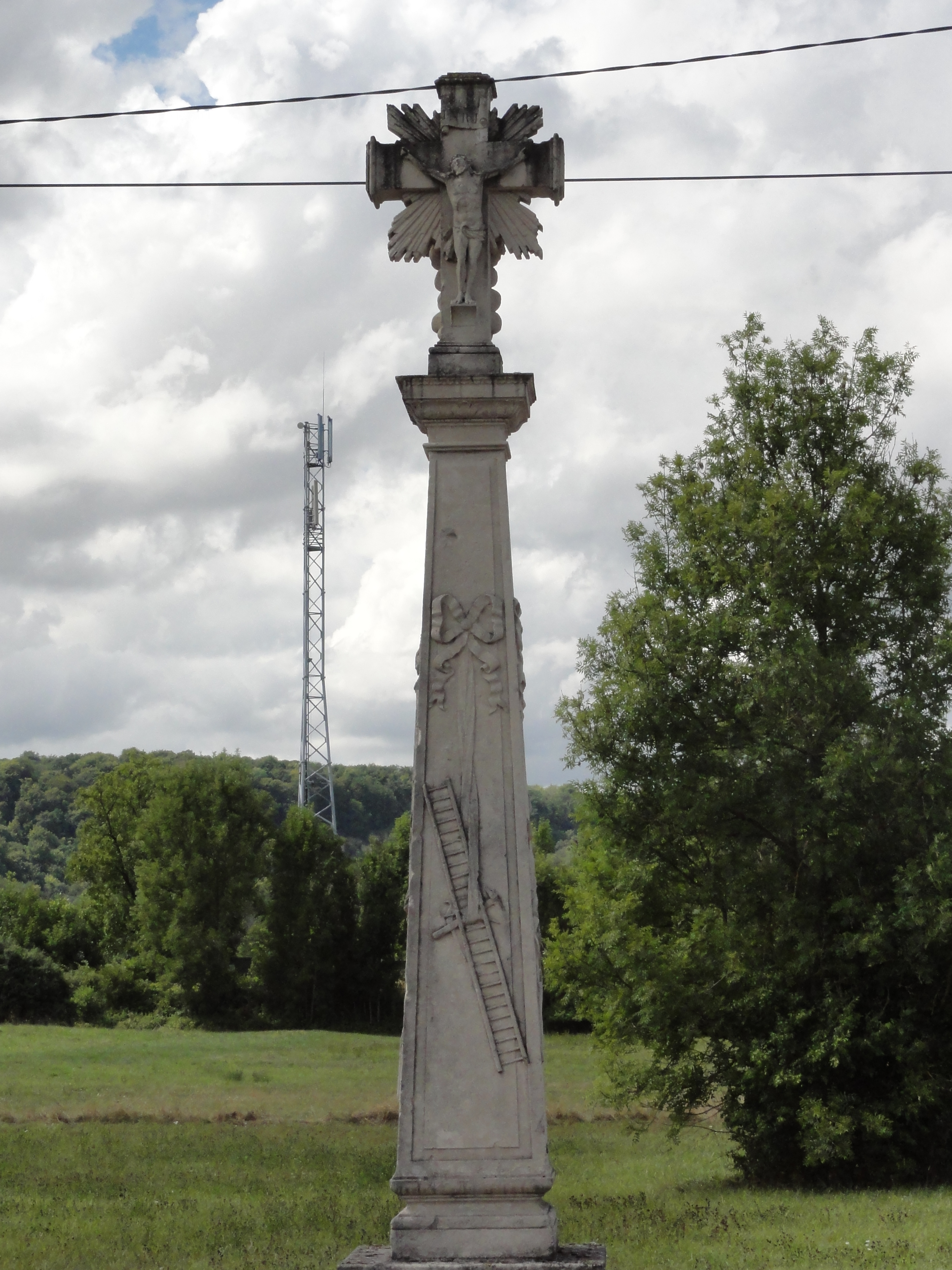
Wegkreuz
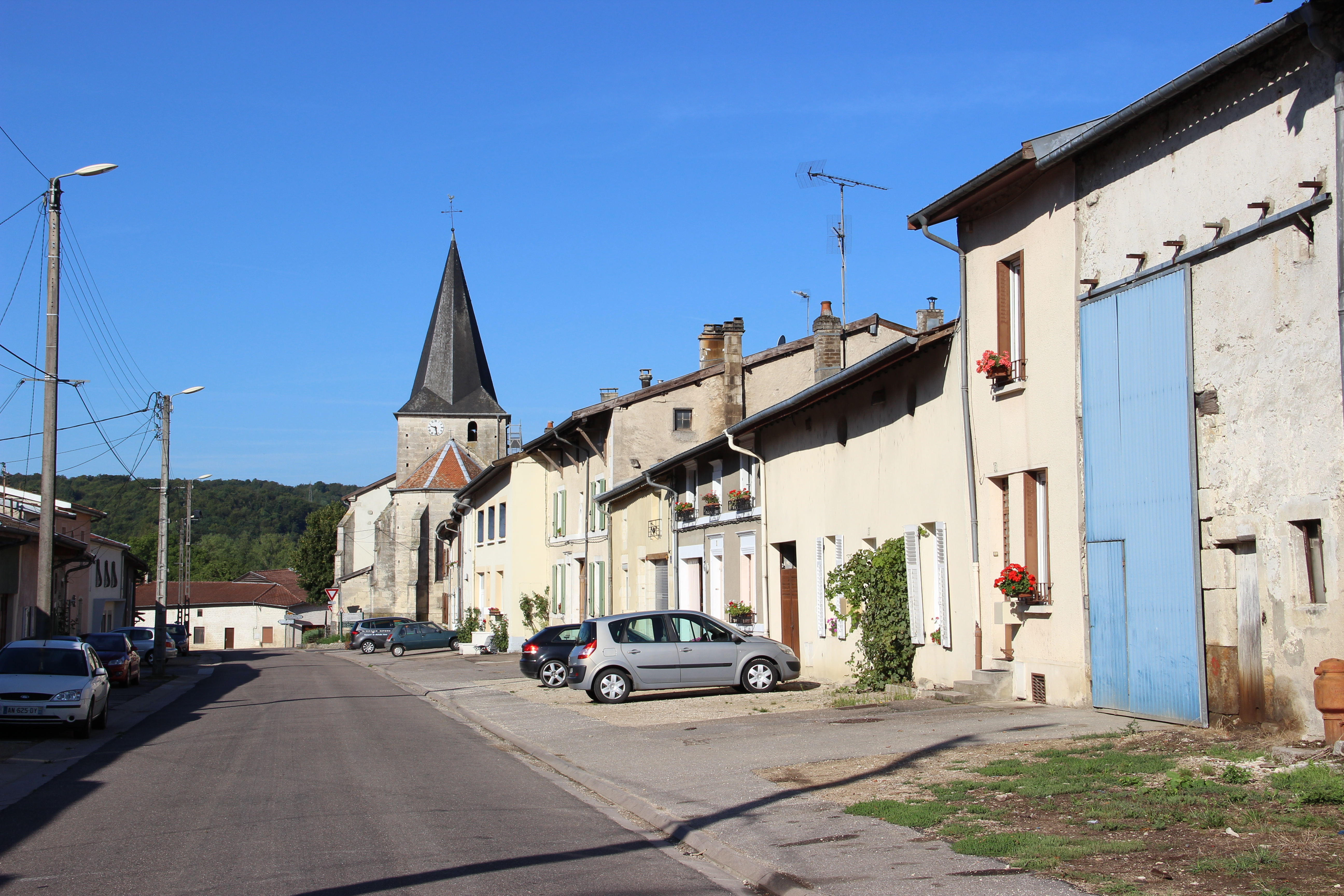
Teilansicht des Dorfs
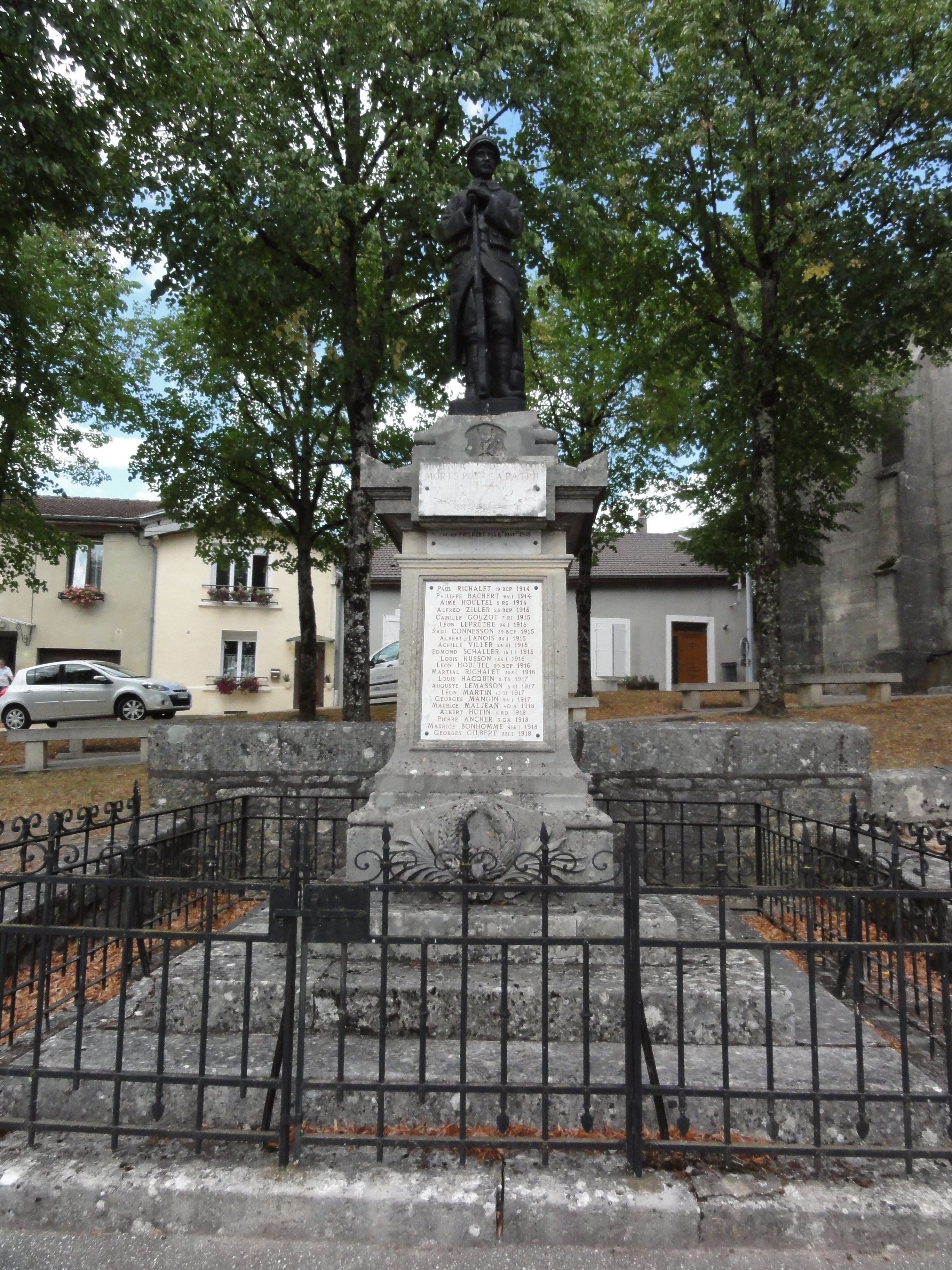
Denkmal für die Gefallenen
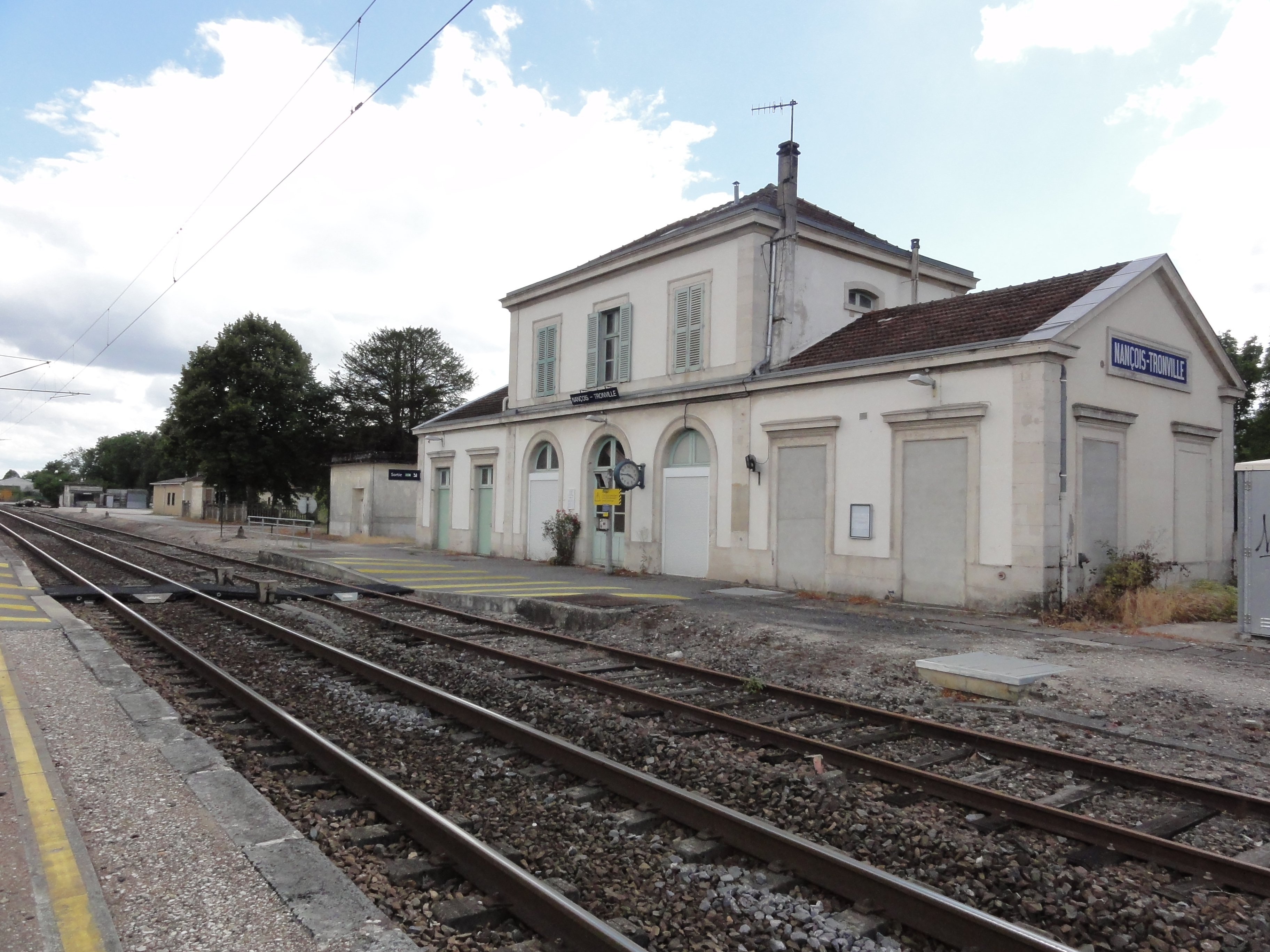
Bahnhof Nançois-Tronville

## Verkehr
Die Gemeinde befindet sich wenige Kilometer nördlich der Route nationale 4 mit dem nächsten Anschluss in Ligny-en-Barrois. Für den regionalen Verkehr ist die an der westlichen Gemeindegrenze vorbeiführende N135 wichtig.
Auf dem Gebiet der Nachbargemeinde Tronville-en-Barrois liegt der Bahnhof Nançois-Tronville an der Bahnstrecke von Nancy nach Bar-le-Duc, die vom TER Lorraine bedient wird.